# 南溪映南塔
南溪映南塔位於四川省宜賓市南溪區，文物遺址年代判定為清。2012年7月16日公佈為第八批四川省文物保護單位。
南溪映南塔位於四川省宜賓市南溪區江南鎮新塔村三組塔山，俗稱“新塔”，磚石結構，坐東南向西北。始建於明，清嘉慶三年（1798）重建。塔底為石質八邊形，塔基高0.78公尺，邊長3.30公尺，占地52.7平方公尺，塔門額匾“映南塔”，通高26.5公尺，樓閣式七層攢尖頂，逐層上收，每層均開卷拱形門窗。除一、二層門窗方向不同外，其余門窗向南，多假窗。塔簷用磚疊砌挑出。塔門內左有螺旋蹬道共38級，四至七層為穿心式踏道54級，寶頂系熟銅製造。2011年，南溪映南塔被宜賓市人民政府公佈為市級文物保護單位。